# Khawkinea ocellata
Khawkinea ocellata, secondo una classificazione filogenetica (T.L.Jahn & McKibben, 1937) è una specie del supergruppo Excavata appartenente alla famiglia Astasiaceae.

## Caratteristiche
Khawkinea ocellata vive esclusivamente in acqua dolce, ed è stata scoperta da T. L. Jahn nel 1948
Si tratta di un organismo fusiforme, dotato di una pellicola striata a spirale, plastica, con flagello 1,5-2 volte la lunghezza del corpo, e stigma di 2-3 µm di diametro, di colore giallo-arancio o rosso-arancio, e composto da numerosi granuli. 
Numerosi (da 25 a 100) corpi di tipo paramylon ellittici o poliedrici. 
Sono presenti inoltre cisti di 20-30 µm di diametro.
Vive sia in infusioni di foglie putride che in acqua dolce, e si tratta di un organismo saprozoico.
.
Ritrovamenti sono avvenuti in Svezia nel 1956. in India nel 2012, in Tajkistan nel 2015, in Slovacchia nel 2016, in Slovacchia nel 2016 cme Astasia ocellata, in Romania nel 2017, in Germania nel 2018, in Ucraina nel 2019, in Repubblica Ceca nel 2024.

## Classificazioni alternative
Alcuni autori lo classificano nella sottofamiglia Euglenoideae, famiglia delle  Euglenaceae, ordine Euglenales, sottoclasse Euglenophycidae, classe  Euglenophyceae, superclasse Spirocuta, infraphylum Dipilida, subphylum Euglenoida, phylum Euglenozoa, sottoregno Eozoa, Regno Protozoa.
La classificazione di questa specie è tuttora oggetto di investigazione, in quanto alcuni ritengono che i ritrovamenti siano relativi alla specie Khawkinea halli.